# Louns Sogn
Louns Sogn er et sogn i Vesthimmerlands Provsti (Viborg Stift).
I 1800-tallet var Alstrup Sogn anneks til Louns Sogn. Begge sogne hørte til Gislum Herred i Aalborg Amt. Louns-Alstrup sognekommune blev ved kommunalreformen i 1970 indlemmet i Farsø Kommune, der ved strukturreformen i 2007 indgik i Vesthimmerlands Kommune.
I Louns Sogn ligger Louns Kirke og Louns Sø. 
I sognet findes følgende autoriserede stednavne:
- Bregnedal (bebyggelse)
- Bregnsø Hage (areal)
- Havbækhuse (bebyggelse)
- Hessel Skovhuse (bebyggelse)
- Hovedgården Hessel
- Hole (bebyggelse, ejerlav)
- Hvalpsund Færgested (bebyggelse)
- Hvalpsund (bebyggelse)
- Illerisøre (bebyggelse)
- Knuddalhuse (bebyggelse)
- Knudshoved (areal, bebyggelse)
- Liengård (bebyggelse)
- Lovns (bebyggelse, ejerlav)
- Lovns Mark (bebyggelse)
- Melbjerg Hoved (areal)
- Munkhøj (bebyggelse)
- Ovenskov (bebyggelse)
- Overgård (bebyggelse)
- Skovbakker (areal, bebyggelse)
- Skovgårde (bebyggelse, ejerlav)
- Torpgårde (bebyggelse)
- Valøre Hage (bebyggelse)